# 2S42 Lotos
Il 2S42 Lotos è un pezzo d'artiglieria semovente russo da 120 mm sviluppato da TsNIITochMash e rivelato per la prima volta nel 2017.  La sua produzione di massa era programmata per il 2020, ma è stata rinviata ed i test finali del semovente dovrebbero essere terminati nel 2022.
È pianificato che il 2S42 vada a sostituire la serie 2S9, risalente all'epoca sovietica, per tutte le truppe aviotrasportate e per la fanteria di marina russa. Il Lotos è infatti caratterizzato da capacità anfibie e dalla possibilità di essere aviotrasportato in due unità su un aereo da trasporto russo Ilyushin II-76, oltre che avere uno chassis più lungo (basato su quello del BMD-4), trasportare più munizioni e avere una corazzatura migliore rispetto ai suoi predecessori, seppure ciò comporti un peso di quasi 10 tonnellate superiore a quello del 2S9 Nona-S.
Il Lotos è equipaggiato con un mortaio da 120 mm a retrocarica manuale che può essere usato anche come obice, fornendo fuoco diretto o indiretto; con una mitragliatrice a controllo remoto da 7.62 mm per la difesa del veicolo e con banchi di lanciagranate fumogene.
Il sistema è operato da 4 membri d'equipaggio: un capocarro, un cannoniere, un servente e un pilota.